# Wyspa pływowa

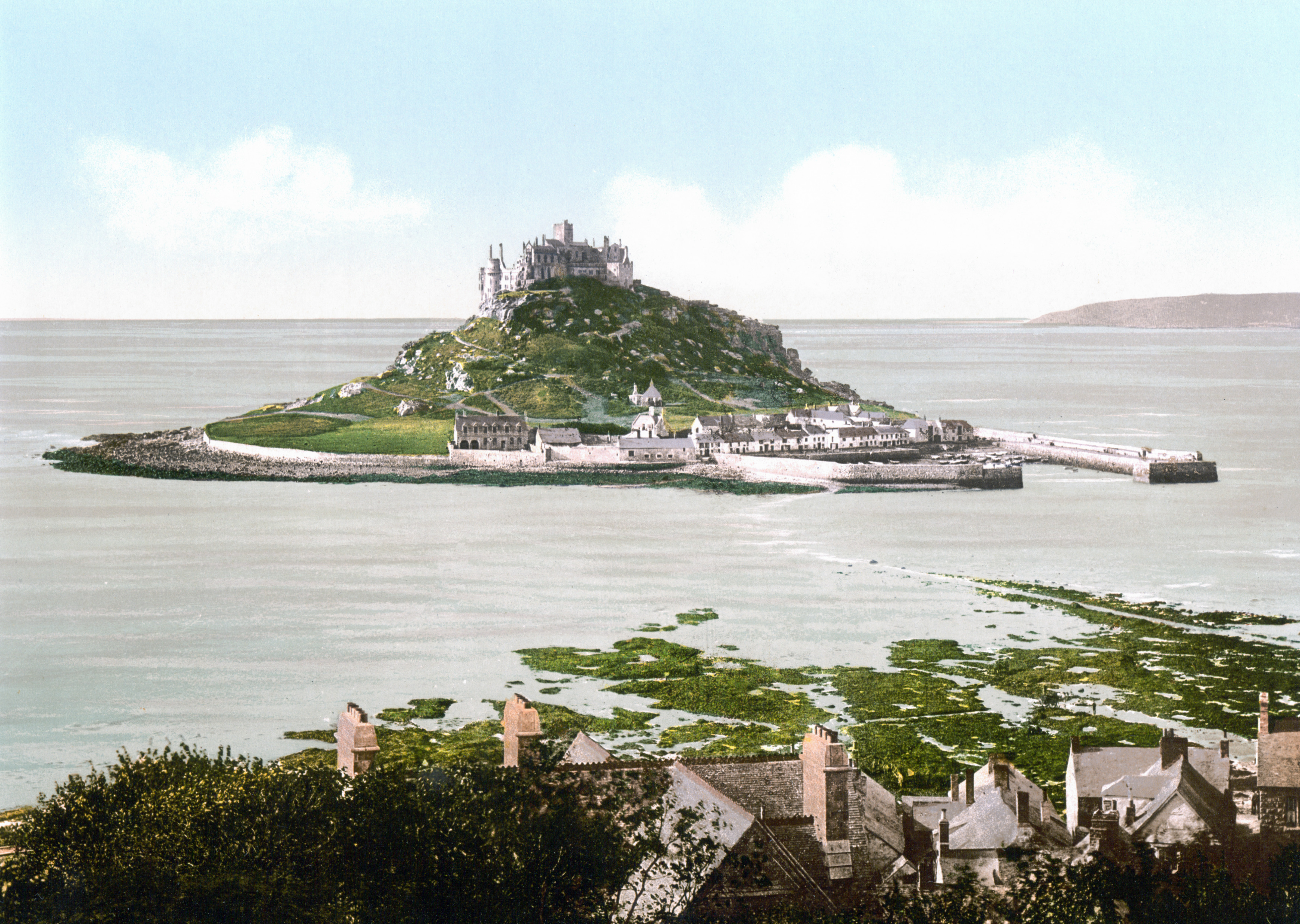
St Michael’s Mount w Kornwalii podczas przypływu w roku 1900

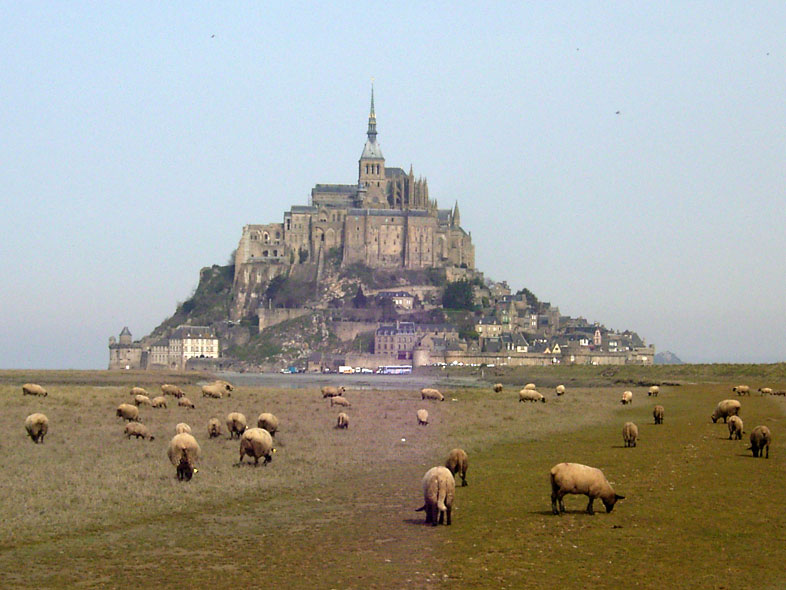
Wyspa Mont Saint-Michel w Normandii widziana z lądu

Wyspa pływowa – fragment lądu, którego połączenie z lądem stałym odsłania się tylko podczas odpływu. Połączenie to może być naturalne lub za pośrednictwem sztucznej grobli. Ze względu na swe usytuowanie wykorzystywane były do celów obronnych i włączane były w systemy fortyfikacji. Na wielu z nich znajdują się też obiekty religijne (np. na wyspie Mont Saint-Michel znajduje się opactwo benedyktynów).

## Przykłady wysp pływowych

### Europa
- Mont Saint-Michel w Normandii (Francja)
- Île de Noirmoutier w Vendée (Francja)
- Halligen w obrębie Wysp Północnofryzyjskich (Niemcy/Dania)
- Lihou koło Guernsey, jednej z Wyspach Normandzkich
- Omey w Connemara w hrabstwie Galway (Irlandia)
- Baleshare w archipelagu Hebrydy Zewnętrzne (Wielka Brytania/Szkocja)
- Oronsay w obrębie Hybrydów Wewnętrznych (Wielka Brytania/Szkocja)
- Brough of Birsay w archipelagu Orkady (Wielka Brytania/Szkocja)
- Cramond Island koło Edynburga (Wielka Brytania/Szkocja)
- Davaar Island koło Campbeltown (Wielka Brytania/Szkocja)
- Burgh Island w Devon (Wielka Brytania/Anglia)
- Chapel Island w Cumbria (Wielka Brytania/Anglia)
- Lindisfarne w Northumberland (Wielka Brytania/Anglia)
- Northey Island w Esseksie (Wielka Brytania/Anglia)
- Osea w Esseksie (Wielka Brytania/Anglia)
- St Michael’s Mount u wybrzeża Marazion w Kornwalii (Wielka Brytania/Anglia)
- Gugh w obrębie archipelagu Scilly (Wielka Brytania)
- Ynys Llanddwyn koło Anglesey (Wielka Brytania/Walia)

### Ameryka Południowa
- Isla del Faraón, (Wyspa Faraona) w Puerto Supe (Peru)

### Ameryka Północna
- Bar Island w stanie Maine, USA
- High Island w stanie Nowy Jork (USA)
- Long Point Island koło Harpswell w stanie Maine (USA)
- Cana Island Lighthouse w Wisconsin (USA)
- Battery Point Light w Kalifornii (USA)